# Tour della nazionale maschile di rugby a 15 dell'Australia 1933
La Nazionale di rugby XV dell'Australia si reca in visita per la prima volta in Sud Africa nel 1933.
La serie contro gli Springboks vedrà prevalere questi per 3 incontri vinti a 2.
| Durban 3 giugno 1933 | Natal | 3 – 14 | Australia XV |  |

| Potchefstroom 7 giugno 1933 | Western Transvaal | 3 – 20 | Australia XV |  |

| Johannesburg 10 giugno 1933 | Winwatersrand | 13 – 6 | Australia XV | Ellis park |

| Pretoria 14 giugno 1933 | Combined Pretoria XV | 13 – 8 | Australia XV |  |

| Kimberley 17 giugno 1933 | Griqualand West | 14 – 9 | Australia XV |  |

| Salisbury 20 giugno 1933 | Rhodesia | 5 – 24 | Australia XV |  |

| Bulawayo 24 giugno 1933 | Rhodesia | 0 – 31 | Australia XV |  |

| Kimberley 28 giugno 1933 | Northern District | 16 – 8 | Australia XV |  |

| 1º luglio 1933 | Western Province | 13 – 9 | Australia XV |  |

| Arbitro: | Knoppie Neser |

|                                                        |           |                |
| mete: Bergh 2, Craven Osler rasf.: Brand c.p.: Brand 7 | Marcatori | c.p.: Biilmann |

| Aliwal 12 luglio 1933 | North East District | 11 – 31 | Australia XV |  |

| Bloemfontein 15 luglio 1933 | Orange Free State | 9 – 8 | Australia XV |  |

| Arbitro: | Knoppie Neser |

|                          |           |                                                                             |
| mete: Waring c.p.: Brand | Marcatori | mete: Bennett, Cerutti Loudon, Sturtridge trasf.: Biilmann 3 c.p.: Biilmann |

| East London 29 luglio 1933 | Border | 5 – 24 | Australia XV |  |

| Queenstown 2 agosto 1933 | Border | 6 – 13 | Australia XV |  |

| Johannesburg 7 agosto 1933 | Transvaal | 11 – 9 | Australia XV | Ellis park |

| Arbitro: | Alex van der Horst |

|                                                |           |              |
| mete: M Louw, Turner trasf.: Brand Drop: Osler | Marcatori | mete: Cowper |

| Outdshoorn 16 agosto 1933 | Western Districs | 14 – 21 | Australia XV |  |

| Port Elizabeth 19 agosto 1933 | Eastern Province | 3 – 18 | Australia XV |  |

| Arbitro: | Alex van der Horst |

|                                               |           |  |
| mete: S Louw, White trasf.: Osler c.p.: Brand | Marcatori |  |

| Arbitro: | Knoppie Neser |

|             |           |                                                         |
| Drop: Brand | Marcatori | mete: Bridle, Kelaher Steggall trasf.: Ross Drop:Cowper |

| Città del Capo 6 settembre 1933 | Combined University | 3 – 3 | Australia XV |  |

| Città del Capo 9 settembre 1933 | Western Province | 4 – 0 | Australia XV |  |